# Urgel Bourgie
Pour les articles homonymes, voir Bourgie.
Urgel Bourgie est une entreprise de produits et services funéraires créée en 1902, dont le siège social est basé à Montréal. L’entreprise possède, en 2014, trois cimetières-jardins, dix-huit salons et complexes funéraires desservant les régions de Montréal, Laval et la Rive-Sud.

## Histoire

### Création
Henri Bourgie, fils de François-Xavier Bourgis et de Marie Latremouille, naît le 17 avril 1856 à Sainte-Martine, au Québec. Il fonde, vers 1902, l’entreprise de services funéraires qu’il nomme Bourgie H. & Co. En 1902, Henri, ses frères et sa famille changent le nom de la compagnie pour celui d’Urgel Bourgie. 
Urgel Bourgie  a acquis des entreprises funéraires déjà établies : le Parc Commémoratif de Montréal, les Jardins des Laurentides à Saint-Hubert, le Parc du Souvenir à Laval, de même que les Maisons funéraires Feron dans la région de Montréal. Dans la région de Québec, l'entreprise s'est approprié J. Bouchard et Fils, Lépine Cloutier, le Parc Commémoratif La Souvenance, les Jardins Québec et Falardeau, Bédard, Roy.[source insuffisante]

### Fusion d’Urgel Bourgie et Lépine Cloutier
En 1988, les maisons funéraires Urgel Bourgie de Montréal et Lépine Cloutier de Québec fusionnent.

### L’ère des multinationales et des groupes privés
En 1996, parce que la maison funéraire montréalaise Urgel Bourgie, propriété de la famille Bourgie depuis près de 100 ans, ne trouvait plus le moyen d’accroître sa part de marché, elle a été vendue à Stewart Enterprise, une compagnie américaine de la Louisiane, pour la somme de 135 M$. Cette transaction inclut aussi la maison funéraire de Québec, Lépine Cloutier. Avec l’acquisition d’Urgel Bourgie, Stewart Enterprise détenait soudainement plus de 20 % du marché funéraire québécois.
De 2002 à 2012, Urgel Bourgie, de même que Lépine Cloutier de Québec redeviennent canadiennes, incluant un groupe d’employés-cadres. La gestion de Lépine Cloutier/Urgel Bourgie  se fait alors sous le nom de « Services Commémoratifs Célébris » (Celebris Memorial Services Investment Inc.). Puis en 2012, les maisons Urgel Bourgie, de Montréal, et Lépine Cloutier, de Québec, sont achetées par Athos Services commémoratifs. Avec cette acquisition, Urgel Bourgie/Athos détient 25 % du marché montréalais.